# Újpest-központ metróállomás
Újpest-központ a budapesti M3-as metróvonal északi végállomása a IV. kerületben, mely az Árpád út és az István út kereszteződése alatt található. A szerelvények Újpest-városkapu állomásról érkeznek ide. Az állomást 1990. december 14-én adták át. A megálló szélsőperonos, a vonatok egymás mellett állnak meg. Az állomás 2017. november 4-e és 2019. március 29-e között a metróvonal felújítása miatt le volt zárva.

## Átszállási kapcsolatok
| Újpest-központ | 25, 30, 30A, 104, 104A, 120, 147, 170, 196, 196A, 204, 220, 230, 270 12, 14 308, 309, 310, 313, 314, 315, 316, 317, 318, 319, 320, 321 | Újpesti Áruház, IV. kerületi Polgármesteri Hivatal, Újpesti piac |

## Lehetséges meghosszabbítás
Az eredeti tervekben szerepelt a vonal meghosszabbítása Káposztásmegyerig. Káposztásmegyeren a végállomás és a járműtelep helyét ki is hagyták. A pénz és a politikai akarat hiánya miatt azonban ez a beruházás évtizedek óta várat magára. A BKK 2013-ban tette közzé, hogy európai uniós forrásból 2016 és 2019 között valósítaná meg az északi hosszabbítást.

## Képek

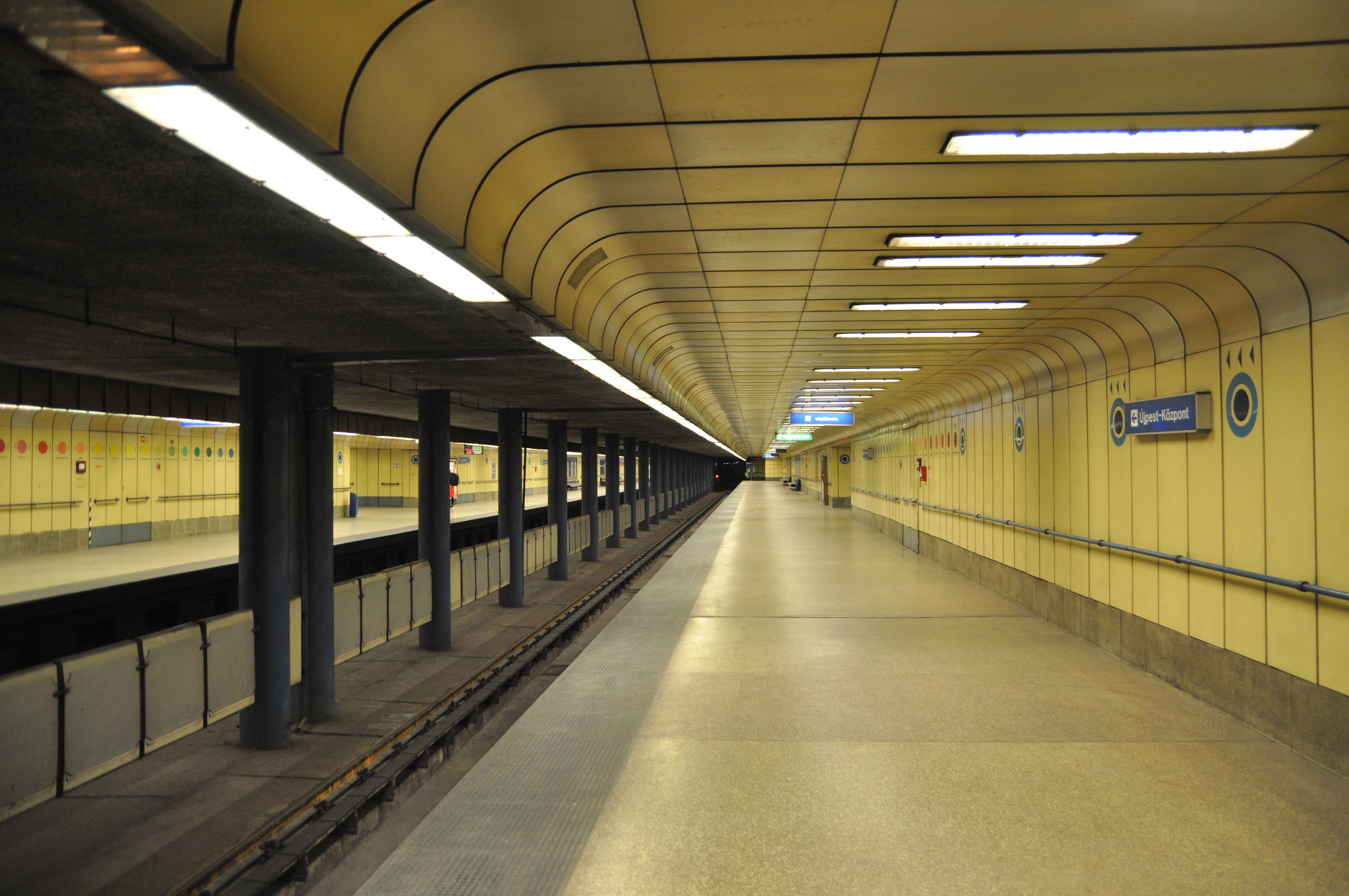
A megálló 2016-ban
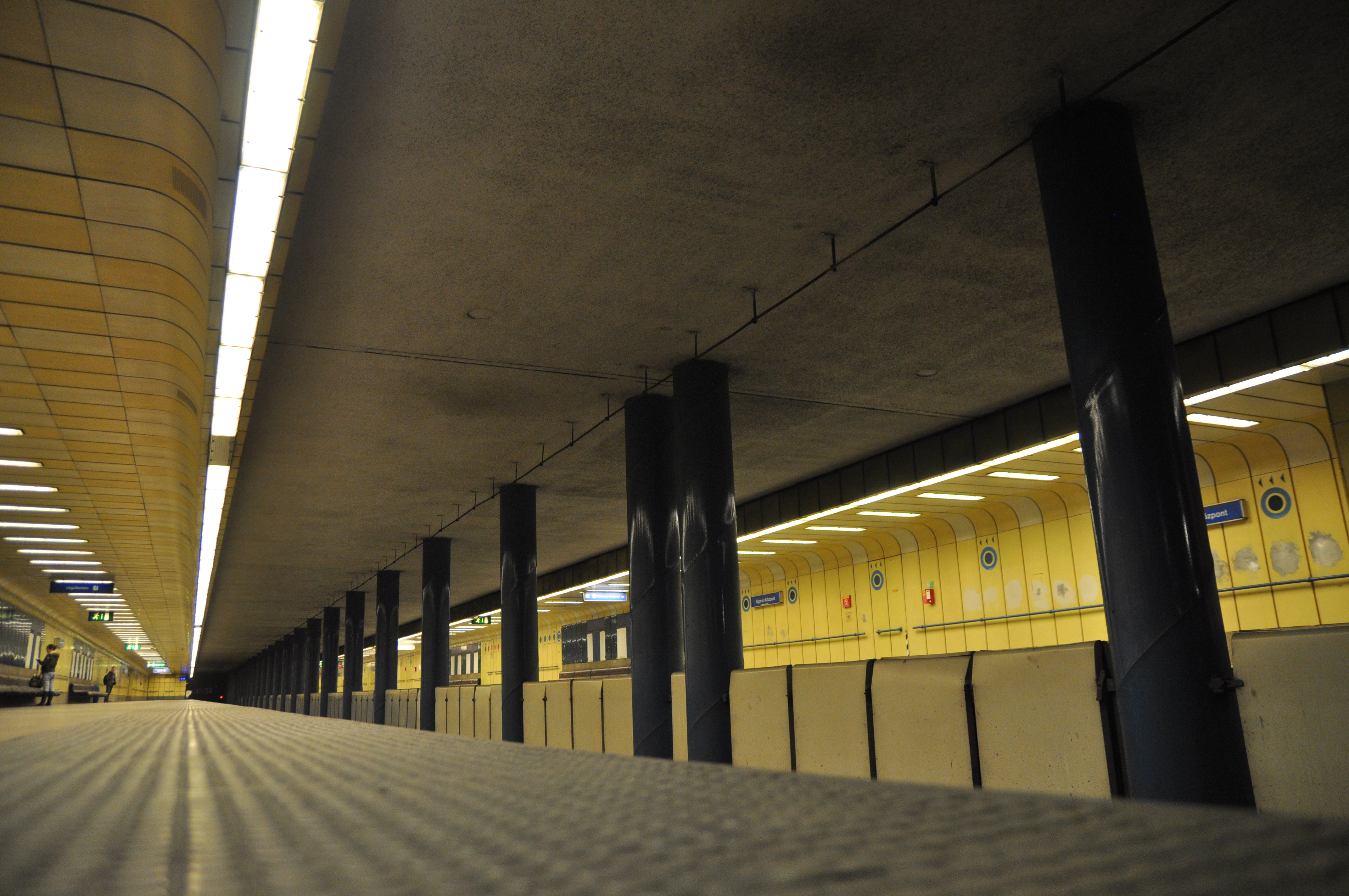
Felújítás előtt (2017)
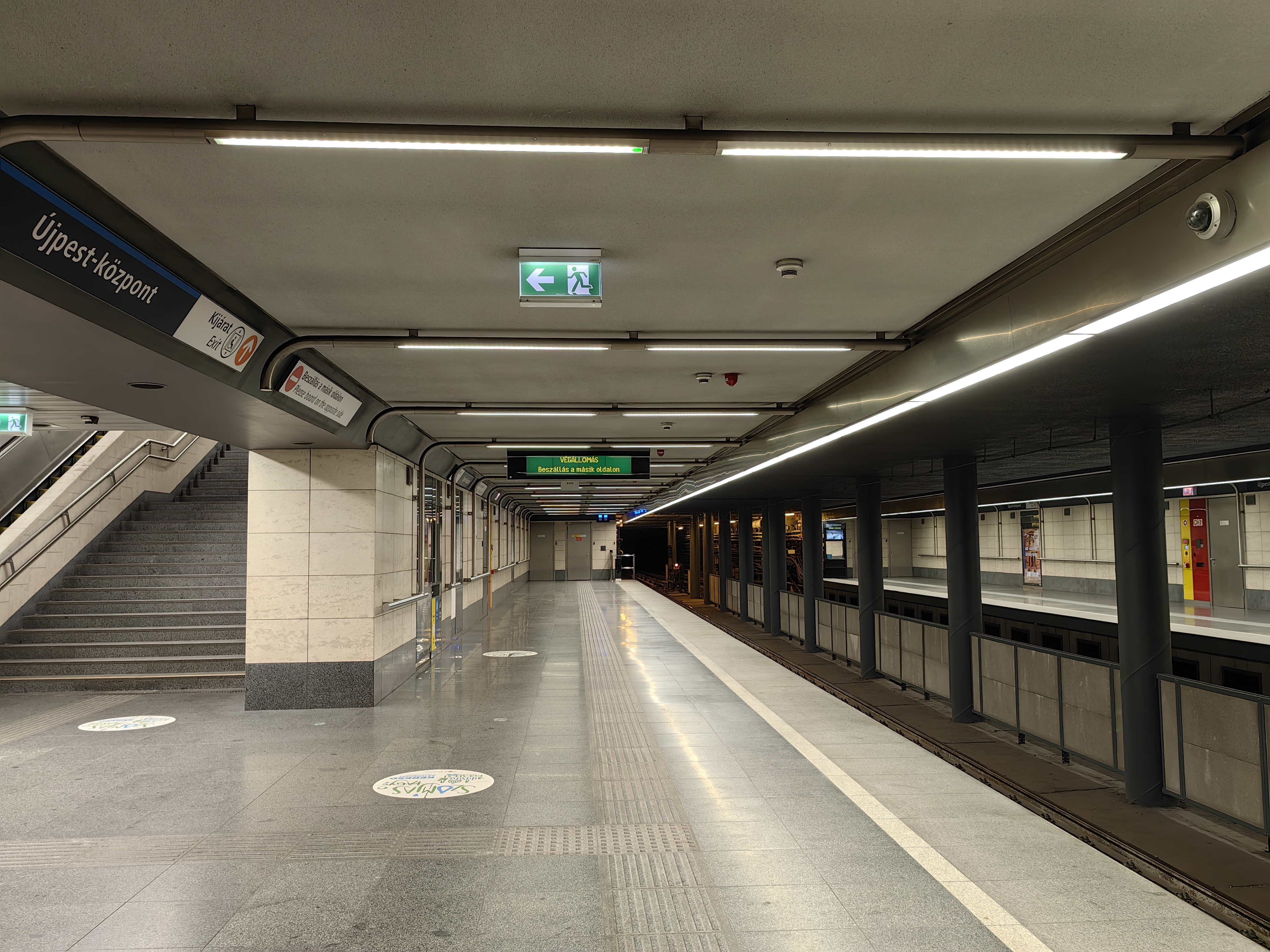
Felújítás után (2023)
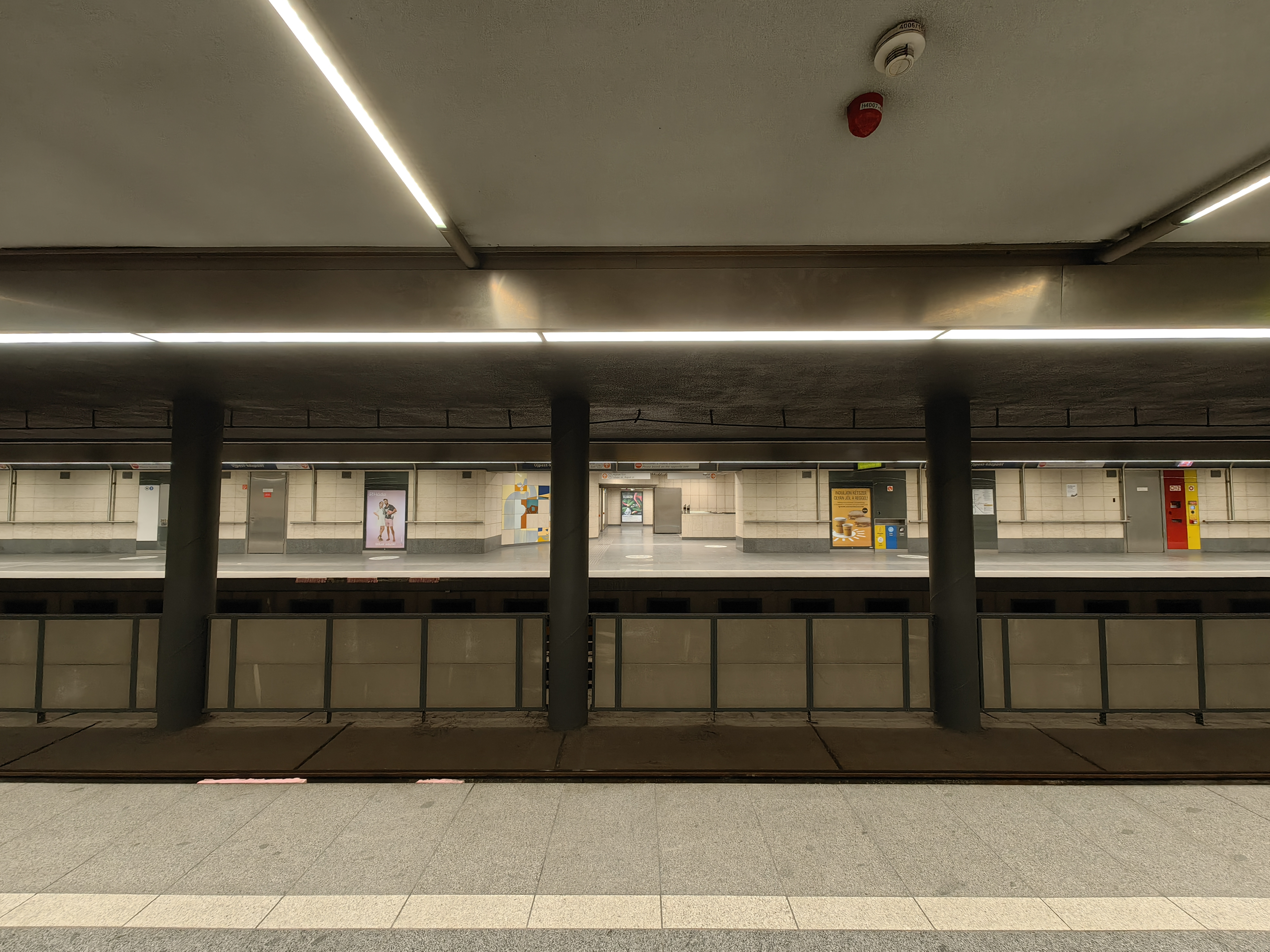
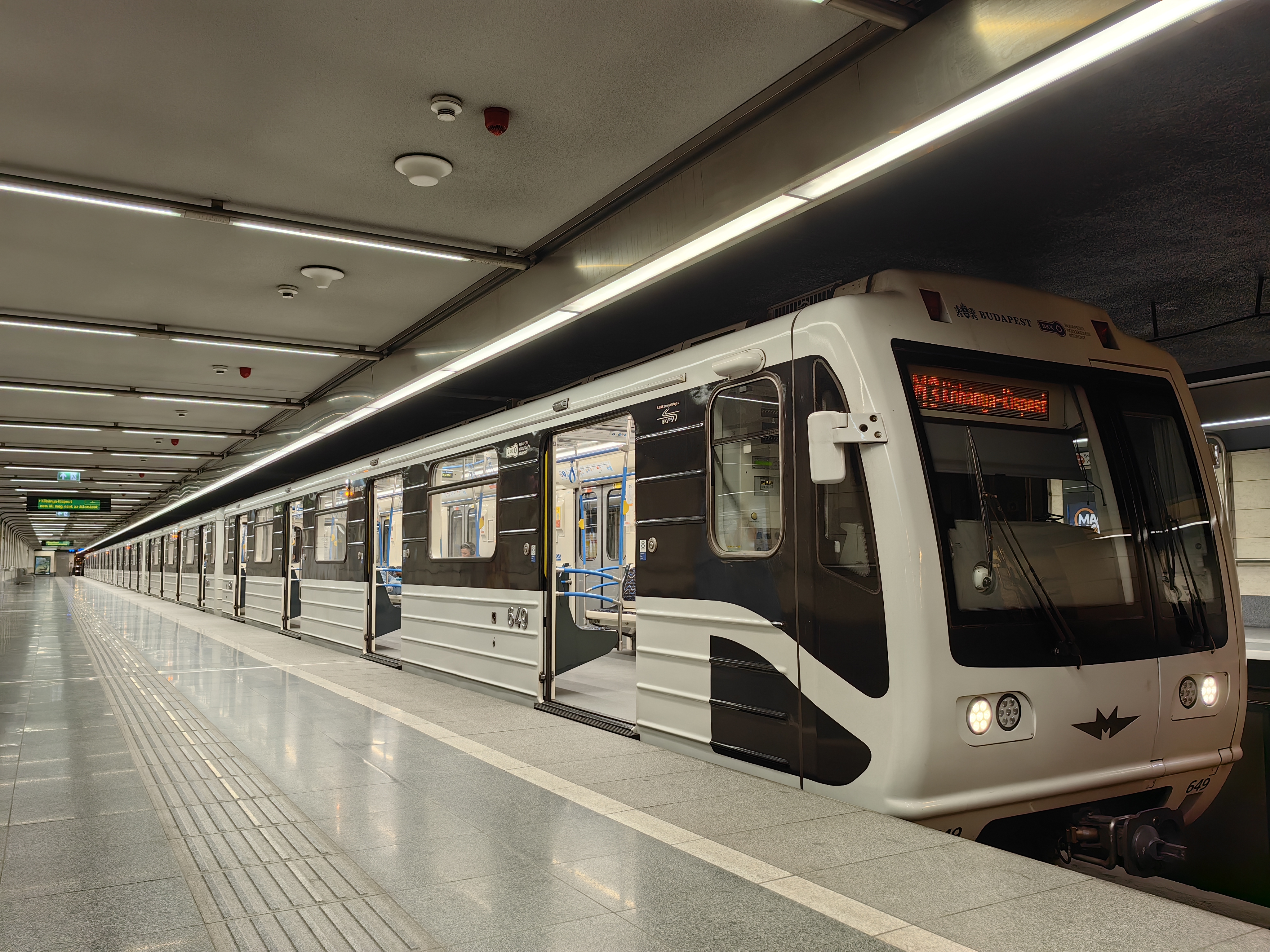